# Никольская площадь (Санкт-Петербург)
Нико́льская площадь — площадь в Адмиралтейском районе Санкт-Петербурга между проспектом Римского-Корсакова, набережной канала Грибоедова и набережной Крюкова канала. На восточной стороне площади есть проезжая часть, соединяющая проспект Римского-Корсакова с набережной канала Грибоедова и далее Садовой улицей (после которой продолжается Никольским переулком).
На площади, в её центре, находится Николо-Богоявленский морской собор, построенный в 1753—1762 годах по проекту С. И. Чевакинского.
Значительную часть площади занимает Никольский сад.

## Название
Первоначальное название Адмиралтейская сборная площадь получила 20 августа 1739 года, так как здесь предполагалось сделать место «для сбора людей площадь» для адмиралтейских служителей. Название не прижилось.
Название Никольская площадь существует с 1821 года, по находящемуся на площади собору Святого Николая. С 6 сентября 1923 года по 4 октября 1991 года наименовалась площадь Коммунаров, в память о похороненных в сквере на площади коммунарах, участниках революционного движения и Гражданской войны.

## История
Первоначально, с 1739 года до конца XVIII века, она называлась Адмиралтейской соборной площадью, а с конца XVIII века стала носить имя Никольской площади.
В 1923 году Никольскую площадь переименовали в площадь Коммунаров. В сквере на этой площади в 1917—1921 годах были похоронены коммунары — герои революции и Гражданской войны. В 1991 году название Никольской площади, существовавшее около полутора веков, было восстановлено.

## Достопримечательности

### Кашин мост
Кашин мост через Крюков канал по оси проспекта Римского-Корсакова. Изначальный трёхпролётный деревянный с подъёмным пролётом посередине мост был построен в 1782-1787 годах. Современный каменный однопролётный железобетонный арочный мост перестроен в 1931-1932 годах по проекту архитектора К.М. Дмитриева и инженера Ф.К. Кузнецова. Длина 30,2 метра, ширина 16 метров. В 1980 году произведён капитальный ремонт с заменой железобетонного поребрика на гранитный высотой 40 см.

### Доходный дом Р.Г. Веге (набережная Крюкова канала, дом 14,проспект Римского-Корсакова, дом 41)
Доходный дом Р.Г. Веге каменный шестиэтажный в стиле неоклассицизма построен в 1912-1914 годах по проекту архитектора С.О. Овсянникова и военного инженер И.П. Ставицкого. Парадный въезд во двор оформлен декоративной колоннадой и скульптурами молодых атлантов. Стиль дома напоминает об итальянском палаццо эпохи Возрождения. Стены здания оформлены терразитовой штукатуркой и декорированы рустом в уровне 1-го и 2-го этажей, цокольный этаж облицован серым гранитом. Второй этаж по фасаду оформлен фризом героического характера, выше расположены рельефные панно и горельефные женские головки.

### Дом Н. Семёнова (проспект Римского-Корсакова, дом 39)
Дом Н. Семёнова или Дом статс-секретариата Великого княжества Финляндского построен в стиле классицизм в 1808-1810 годах, расширен в 1845 году по проекту архитектора Г.А. Боссе. С 1826 года здесь располагались учреждения Великого княжества Финляндского: статс-секретариат, его канцелярия и Паспортная экспедиция. Затем до 1938 года в здании работало Генерального консульства Финляндии, в 1954 году здание продали Советскому Союзу. Сейчас в здании находится Управление государственного авиационного надзора и надзора за обеспечением транспортной безопасности по Северо-Западному федеральному округу федеральной службы по надзору в сфере транспорта.

### Особняк Н.Л. Бенуа (проспект Римского-Корсакого, дом 37,улица Глинки, дом 15)
Особняк Н.Л. Бенуа двухэтажный каменный построен в классическом стиле в 1805 году, надстроен в 1848-1849 годах по проекту академика архитектора Н.Л. Бенуа. После свадьбы в 1848 года семья архитектора Николая Бенуа занимает квартиру на втором этаже, в которой он прожил до самой смерти в 1898 году. До 1926 года в этом доме жили родственники Бенуа.

### Здание статс-секретариата Царства Польского (проспект Римского-Корсакова, дом 35, улица Глинки, дом 8)
Здание статс-секретариата Царства Польского или Дом Чоблокова или Дом Хованской или Детская поликлиника. Дом в стиле классицизма перестроен в 1836 году по проекту архитектора Е.Т. Цолликофера для новой владелицы генерал-лейтенантши Е.О. Горголи, до этого дом принадлежал княгине Е.М. Хованской. В 1845-1847 годах здание перестраивалось по проекту архитектора И.Д. Корсини для Статс-секретариата Царства Польского. С 1969 года здесь размещается Детская поликлиника. Трёхэтажное на высоком цоколе здание, фасады гладко оштукатурены с имитацией плоской рустовки. Наличники окон второго этажа в виде пилястр, на которые опираются сандрики в форме треугольного, разорванного снизу, фронтона. Над главным входом на уровне второго этажа расположен балкон с металлической ажурной оградой.

### Дом Г.Ф. Вучиховского (проспект Римского-Корсакова, дом 33)
Дом Г.Ф. Вучиховского построен в мавританском стиле в 1877 году по проекту архитектора В.А. Шрётера для врача, ученого и сановника Г.Ф. Вучиховского. Фасад здания имеет симметричную композицию, центральный и боковые ризалиты выделены двумя эркерами на лепных кронштейнах.  В полосатой кладке использовано сочетание красного облицовочного кирпича с  оштукатуренной поверхностью.

### Дом Бухарина (проспект Римского-Корсакова, дом 16, Никольская площадь, дом 2)
Дом Бухарина или Училище корабельной архитектуры. Первоначальный трёхэтажный дом в классическом стиле появился на этом месте в 1795 году, его построили по проекту неизвестного архитектора для генерала Бухарина. В 1798 году дом отдали Училищу корабельной архитектуры, в 1865 году сюда вселился Военно-морской суд Санкт-Петербургского порта. После революции все помещения были отданы под коммунальные квартиры, в 1967 году дом снесли, а на его месте устроили сквер. В 1972 году возвели новое здание в стиле конца XVIII века, оно выглядело так, как до сноса.

### Доходный дом Ф. Моровица (набережная канала Грибоедова, дом 125, Никольская площадь, дом 6)
Доходный дом Ф. Моровица построен в стиле эклектики в 1841 году по проекту архитектора  Л.О. Гонореса.

### Ново-Никольский мост
Ново-Никольский мост через канал Грибоедова в створе Никольской улицы построен в 1934 году по проекту инженеров М.И. Жданова, А.В. Козлова и архитектора И.Г. Капцюга на месте моста, построенного в 1837 году. Железобетонный одноарочный мост стал с железобетонными сводами и парапетами, опоры облицованы выборгским гранитом. Длина — 30,2 м, ширина — 22,2 м.

### Красногвардейский мост
Красногвардейский мост пешеходный однопролетный металлический через канал Грибоедова построен в 1956-1957 годах по проекту архитекторов В.С. Васильковского, П.А. Арешева и инженера П.А. Куликова. Опоры моста облицованы гранитом, при входах на мост установлены 4 обелиска с фонарями. Длина сооружения составила 21,5 м, а ширина - 4,5 м.

### Никольский сад
Никольский сквер или Никольский сад. Церковный сад вокруг Никольского Морского Богоявленского собора спроектирован архитектором С.И. Чевакинским в регулярном характере. В 1874 году за северной оградой собора, появился городской Никольский сквер общественного пользования, автором проекта пейзажной планировки был архитектор И.А. Мерц, озеленением занимался городской садовник А. Визе. Весной 1875 года церковный сад и городской сквер были соединены. С 1906 года сад передан собору и общественное пользование им прекратилось. Последний реставрационный ремонт Никольского сада и прилегающих к нему бульваров производился в 1997-1999 годах. Сейчас это прямоугольный сад площадью 0,725 га.

#### Памятник героям броненосца «Император Александр III»
Памятник героям броненосца «Император Александр III» установлен в западной части сада в 1908 году по проекту архитектора Я.И. Филотея и скульптора А.Л. Обера, в память экипажа броненосца, погибшего в Цусимском сражении в 1905 году.

#### Памятник жертвам революции
Братская могила участников Великой Октябрьской Социалистической революции и Гражданской войны. Захоронения в сквере проводились в  1917-21 годах. Похоронены: матрос, погибший в февральские дни 1917 года Г.И. Астахов; участник подавления антибольшевистского вооруженного восстания в Кронштадте в 1921 году П.М. Войтик; комиссар К.Я. Круштейн; участник боев под Нарвой в 1918 году С.М. Матвеев и другие. В 1977 сооружен общий памятник в виде гранитной стены.

#### Николо-Богоявленский морской собор(Никольская площадь, дом 1)
Николо-Богоявленский морской собор или Собор святителя Николая Чудотворца. Собор в стиле барокко построен в 1753-1762 годах по проекту архитектора С.И. Чевакинского. В 1756-1759 годах сооружена отдельно стоящая 4-ярусная, завершённая высоким шпилем колокольня собора по проекту архитектора С.И. Чевакинского. Собор вмещает около пяти тысяч человек одновременно. Крестообразное в плане здание собора украшено коринфскими колоннами, лепными наличниками, широким антаблементом и увенчано золочёным 5-главием. Фасад дополняют балконы с узорными коваными решётками. В советское время храм не закрывался, и в 1941-1999 годах имел статус кафедрального.

#### Церковная школа (Никольская площадь, дом 3)
Дом Никольского Морского собора. Церковная школа или Приют и богадельня приходского благотворительного общества. Двухэтажное здание построено в 1904 году по проекту гражданского инженера С.И. Андреев для размещения приюта для девочек-сирот и богадельни для старушек, а также школы и больницы.

#### Дома причта Николо-Богоявленского собора (набережная канала Грибоедова, дом 127 и дом 129)
Дома причта Николо-Богоявленского собора построены в 1862 году по проекту архитектора Г.И. Карпова.

#### Городской Дом трудолюбия Великой княжны Ольги Николаевны
Городской Дом трудолюбия Великой княжны Ольги Николаевны построено в 1896-1897 годах по проекту архитекторов П.Ю. Сюзора, А.П. Максимова. Каменное двухэтажное с подвалом здание, крытое железом. В Доме работали только женщины, ежедневно в среднем 53 человека. Сейчас в здании располагается кафедра Бокса и Тхеквондо Университета физической культуры им. П.Ф. Лесгафта.

#### Первый городской ночлежный приют
Первый городской ночлежный приют и дешевая столовая или Дом паломников «Семимостье». Приют принадлежал Дому трудолюбия и предназначался, кроме обыкновенных бездомовников, ещё и для всех работающих в доме трудолюбия.

## Транспорт
Ближайшие станции метро к площади Репина:  Садовая  (пешком до площади 1,4 км),  Технологический институт(1,9 км),  Балтийская (2,3 км).
На площади есть остановки общественного транспорта:
- «Проспект Римского-Корсакова, 39»: троллейбус 2, 3, 27, 50;
- «Никольская площадь»: автобус 262.